# Kravgi gynaikon
Kravgi gynaikon (grec: Κραυγή Γυναικών, lit. "Crit de dones"), comercialitzada en el mercat anglosaxó com A Dream of Passion, és una pel·lícula dramàtica grega del 1978 dirigida per Jules Dassin. La història segueix a Melina Merkuri com a Maya, una actriu que interpreta Medea, que busca Brenda Collins, interpretada per Ellen Burstyn, una dona que està a la presó per assassinar els seus propis fills per castigar al marit per la seva infidelitat.

## Argument
Maya, una actriu grega que fa anys que treballa a Hollywood, ha tornat a Atenes per interpretar el paper principal en una producció escènica de la Medea d'Eurípides. La pel·lícula segueix tres històries principals: (a) la producció de l'obra, (b) l'enfocament canviant de Maya sobre com retratar Medea i (c) la història de l'assassinat dels seus fills de Brenda Collins. Aquestes tres històries estan entrellaçades. Al principi de la pel·lícula, veiem les primeres escenes de l'obra que s'assaja, el director de l'obra i la Maya discuteixen sobre la (primera) interpretació de Maya del personatge de Medea i es presenta Brenda Collins. A la part central de la pel·lícula, s'assagen escenes de la meitat de l'obra, i els pensaments de Maya sobre Medea comencen a canviar a mesura que aprèn més sobre el matrimoni problemàtic de Brenda Collins i mentre la seva exploració de Medea la fa repensar alguns episodis difícils de la seva pròpia vida. A l'última part de la pel·lícula, Maya pensa més profundament en la seva pròpia vida, aprèn més detalls sobre els assassinats de nens i veiem escenes del final de l'obra, que mostren la interpretació final de Medea per Maya.
La producció de l'obra està sent filmada per un equip de la BBC. A principis de la pel·lícula, un dels contactes de la BBC de Maya aconsegueix organitzar un truc publicitari per a Maya, en què Maya coneixerà una dona estatunidenca, Brenda Collins, que va ser empresonada uns quants anys abans per l'assassinat dels seus tres fills petits. La família Collins havia viscut en un suburbi d'Atenes, Glyfada. Brenda va cometre els assassinats per castigar el seu marit, Roy, per tenir una aventura amb una dona grega. La premsa de l'època l'anomenava "la Medea de Glyfada". La Maya s'imagina alegrement quins seran els titulars després de la seva reunió: "Les dues Medees".
El truc publicitari acaba en un desastre. Brenda està inicialment contenta i emocionada de parlar amb la Maya, sense haver conegut mai una estrella de cinema abans, però s'espanta i després s'enfada quan la premsa de sobte s'acosta a la sala d'entrevistes, fent fotos. Ella crida obscenitats i maleeix Maya mentre una monja treu a Brenda de l'habitació. La Maya està horroritzada per com va resultar la jugada i després envia flors i una nota de disculpa a la Brenda. Brenda accepta retrobar-se amb la Maya i ambdues estableixen una mica d'amistat.
Per saber més sobre Brenda Collins, la Maya va a veure l'editora del diari Kathimerini, una dona que ja coneix. Li mostra a Maya els registres que el diari encara té de la seva cobertura del cas, incloses fotos de l'escena del crim, una còpia de la nota que Brenda va deixar per Roy després dels assassinats i les notes d'un psicòleg que va examinar Brenda després dels assassinats. La Maya també visita l'antiga casa dels Collins (que ha quedat desocupada; els contorns de guix encara es troben a terra, que mostren on es van trobar els cossos dels nens) i es troba amb Brenda diverses vegades més a la presó.
Brenda Collins és una dona profundament religiosa. Ella s'havia dedicat al seu marit i als seus fills i havia suplicat en Roy que aturés la seva aventura, però ell la va tractar a ella i a la seva fe amb menyspreu. Parla dels esdeveniments que van conduir als assassinats i dels mateixos assassinats amb una barreja d'angoixa i fúria i una barreja d'obscenitats i cites de la Bíblia. Diu que no va matar els seus fills pensant en la història de Medea; li diu a la Maya que no entenia la referència quan la premsa va començar a anomenar-la "Medea".
La investigació de Maya sobre el cas de Brenda, mirant-lo des del punt de vista de la Brenda i després d'haver repensat els esdeveniments difícils de la seva pròpia vida (en particular, la seva relació amb el seu marit una mica alienat i la seva amistat i posterior maltractament a Maria, que abans va ser actriu i ara és el impulsor de la producció escènica), fa que Maya replantegi la seva interpretació de Medea. La pel·lícula acaba amb una escena de la producció de l'obra a l'antic teatre al lloc del santuari d'Apol·lo a Delfos.

## Títols
El títol original grec, Κραυγή Γυναικών, significa "Crit de dones". Està adaptat de la Medea d'Eurípides, línies 131–33. Les línies apareixen a la pantalla després dels crèdits inicials de la pel·lícula, amb el cor recitant aquestes línies (i algunes línies posteriors) en el grec antic original:
Vaig sentir el crit
de la dona angoixada
de la Còlquida
i el meu cor també pateix
El títol en anglès, A Dream of Passion, prové de Hamlet de Shakespeare (acte 2, escena 2).

## Producció
Jules Dassin va parlar de la pel·lícula en una entrevista per al New York Times a principis de 1978. Va dir que la història es va inspirar en un judici a Itàlia (quinze anys abans) d'una dona que havia matat els seus fills després que el seu marit la va deixar per una altra dona: "Era tan convincent i forta. Es va asseure allà afligida pels seus fills i, al mateix temps, sense penedir-se del que va fer. Va sentir que tenia raó de fer-ho".
Tot i estar obsessionat amb la idea de filmar la història, Dassin no va poder "conciliar la seva compassió per la dona amb el seu horror pel seu crim". Però després de veure la seva dona, Melina Merkuri, en una producció escènica de Medea, es va adonar de com podia abordar la història.
Sobre la pel·lícula, Dassin va continuar dient: "És una de les dues pel·lícules que he fet i que més m'han preocupat, l'altra és el documental sobre l'aixecament estudiantil. "

## Repartiment
- Melina Merkuri com a Maya / Medea
- Ellen Burstyn com a Brenda Collins
- Andréas Voutsinas com a Kostas
- Despo Diamantidou com a Maria
- Dimitris Papamichael com a Dimitris / Jason
- Giannis Voglis com a Edward
- Andreas Philippidis com Stathis
- Phaedon Georgitsis com a Ronny
- Betty Valassi com a Margaret
- Kostas Arzoglou com a estudiant de la Bíblia

## Premis
Va ser nominada al Globus d'Or a la millor pel·lícula de parla no anglesa. També va ser nominada a la Palma d'Or al 31è Festival Internacional de Cinema de Canes. L'actuació d'Ellen Burstyn va ser nominada al Los Angeles Film Critics Association Award a la millor actriu.